# السويدة (الرقة)
السويدة قرية سورية تتبع ناحية معدان في منطقة مركز الرقة في محافظة الرقة. بلغ عدد سكانها 5136 نسمة في عام 2004 حسب إحصاء المكتب المركزي للإحصاء.